# 宋玉琳
宋玉琳（1915年—2001年12月12日），中国人民解放军将领、中国人民解放军开国少将。
曾任中国人民志愿军68军副军长。1955年，授予中国人民解放军少将。